# 1942 dans la police
Cet article présente les faits marquants de l'année 1942 dans la police.

## Évènements
- 16 et 17 juillet : Sur ordre du gouvernement de Vichy, à la demande du Troisième Reich, plus de treize mille personnes sont arrêtées lors de la rafle du Vélodrome d'Hiver, dont près d'un tiers d'enfants, avec le concours de neuf mille policiers et gendarmes français.